# Almont (Míchigan)
Almont es una villa ubicada en el condado de Lapeer en el estado estadounidense de Míchigan. En el Censo de 2010 tenía una población de 2674 habitantes y una densidad poblacional de 724,52 personas por km².

## Geografía
Almont se encuentra ubicada en las coordenadas 42°55′13″N 83°2′36″O / 42.92028, -83.04333. Según la Oficina del Censo de los Estados Unidos, Almont tiene una superficie total de 3.69 km², de la cual 3.69 km² corresponden a tierra firme y (0.07%) 0 km² es agua.

## Demografía
Según el censo de 2010, había 2674 personas residiendo en Almont. La densidad de población era de 724,52 hab./km². De los 2674 habitantes, Almont estaba compuesto por el 93.08% blancos, el 0.34% eran afroamericanos, el 0.34% eran amerindios, el 0.22% eran asiáticos, el 0% eran isleños del Pacífico, el 4.9% eran de otras razas y el 1.12% pertenecían a dos o más razas. Del total de la población el 7.4% eran hispanos o latinos de cualquier raza.